# Marcelo Balboa
Marcelo Balboa (Chicago, 8 augustus 1967) is een voormalig profvoetballer uit de Verenigde Staten, die speelde als verdediger gedurende zijn carrière. Hij is van Argentijnse afkomst. Na zijn actieve loopbaan ging hij aan de slag als tv-commentator voor onder meer ESPN en ABC. Balboa werd tweemaal verkozen tot Amerikaans voetballer van het jaar (1992 en 1994).

## Interlandcarrière
Balboa speelde 128 keer voor de nationale ploeg van de Verenigde Staten, en scoorde dertien keer in de periode 1988-2000. Hij maakte zijn debuut op 10 januari 1988 in de vriendschappelijke uitwedstrijd tegen Guatemala (1-0) in Guatemala-Stad, net als Jeff Agoos, John Diffley en Donald Cogsville. Balboa nam met Team USA deel aan drie opeenvolgende edities van het WK voetbal: 1990, 1994 en 1998. Hij was de eerste speler uit de Amerikaanse voetbalgeschiedenis die de barrière van honderd interlands slechtte.

## Erelijst

### Nationale ploeg
Verenigde Staten
- CONCACAF Gold Cup

1991